# Francesco Saverio Nitti

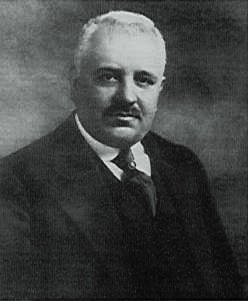
Francesco Saverio Nitti.

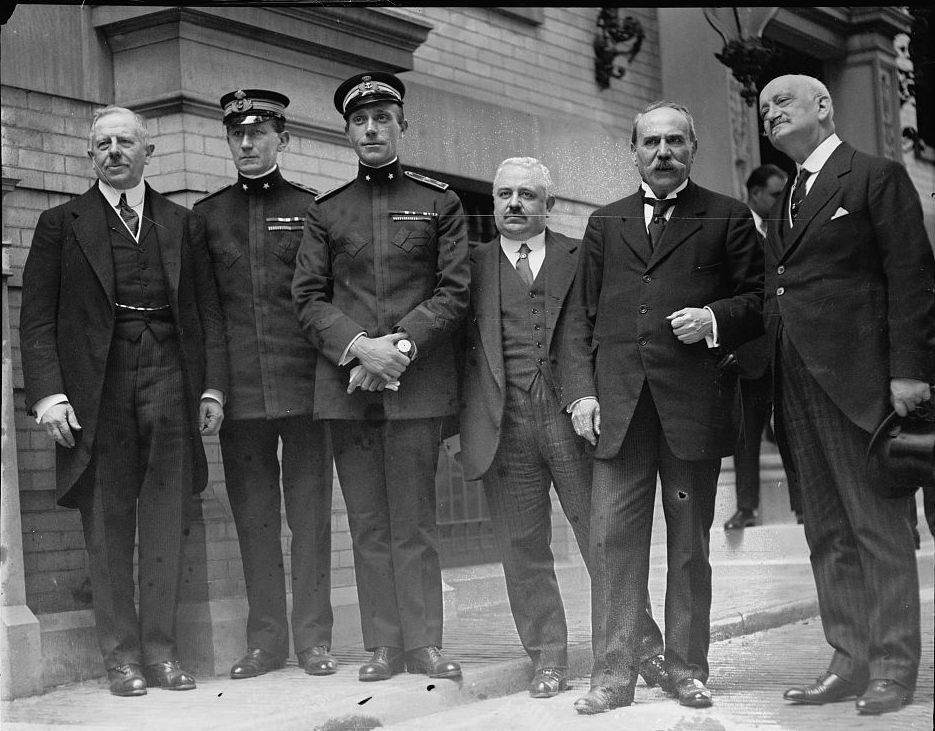
Francesco Saverio Nitti (derde van rechts) als lid van een Italiaanse delegatie tijdens de Eerste Wereldoorlog

Francesco Saverio Vincenzo de Paola Nitti (Melfi, 19 juli 1868 - Rome, 20 februari 1953), was een Italiaans politicus. 

## Levensloop
Francesco Nitti studeerde rechten in Napels en was nadien als journalist werkzaam. Hij was correspondent voor Gazzetta piemontese ("Piëmontese Courant") en lid van de redactie van de Corriere di Napoli ("Koerier van Napels"). In 1891 verscheen Il socialismo cattolico ("Het katholieke-socialisme") van zijn hand. In 1898 werd hij benoemd tot hoogleraar financiën aan de Universiteit van Napels.
Nitti werd in 1904 voor de Radicale Partij in de Kamer van Afgevaardigden gekozen. Van 1911 tot 1914 was hij minister van Landbouw, Industrie en Handel onder premier Giovanni Giolitti. In 1917 werd hij minister van Financiën onder Orlando (tot 1919).
Op 23 juni 1919 werd Nitti minister-president en minister van Binnenlandse Zaken. Op 20 maart 1920 werd hij tevens kort minister van Koloniën (tot 21 mei 1920). Zijn kabinet kreeg te maken met grote sociale onrust en ontevredenheid over de resultaten van het Verdrag van Versailles. Nitti kon amper het hoofd bieden aan de communisten, anarchisten en fascisten. Hij bood zijn ontslag aan en werd op 16 juni 1920 vervangen door Giovanni Giolitti.
Na zijn aftreden voerde Francesco Nitti vanuit de kamer oppositie tegen het fascisme. In 1924 emigreerde hij, maar na de Tweede Wereldoorlog keerde hij in 1945 naar Italië terug. Hij werd in de Senaat gekozen, eerst voor de Nationaal-Democraten, en later voor de Socialistische Partij van Italië (PSI). Hij voerde felle oppositie tegen Italië's deelname aan de NAVO. 
Francesco Nitti overleed op 20 februari 1953. Hij was zijn hele leven een fel tegenstander van alle vormen van dictatuur, of die nu communistisch was, of conservatief, of fascistisch.

## Bron
- Grote Winkler Prins Encyclopedie, 7de druk, 1976 (red. Winkler Prins)
- De Katholieke Encyclopaedie, 1953

## Werken (selectie)
- Il socialismo cattolico (1891)
- L'Italia all' alba del secolo xx (1901)
- Principi di scienza delle finanzie (1903; vijfde druk 1922)
- L'Europa senza pace (1921; Ned. vert.)
- La tragedia dell' Europa (1923; Ned. vert.)